# جورج كوباياشي
جورج كوباياشي (باليابانية: 小林 ジョージ) (29 نوفمبر 1947 في ساو باولو في البرازيل – )؛ هو لاعب كرة قدم ياباني سابق كان يلعب كلاعب وسط. سبق له أن لعب مع منتخب اليابان.

## وصلات خارجية
- جورج كوباياشي على موقع ناشيونال فوتبول تيمز (الإنجليزية)

- National Football Teams
- Japan National Football Team Database